# Dipoena yutian
Dipoena yutian là một loài nhện trong họ Theridiidae.
Loài này thuộc chi Dipoena. Dipoena yutian được miêu tả năm 1989 bởi Hu & Wu.